# 拔也氏
拔也是历史上回鹘人的姓氏（源出匈奴），也称作拔野古，拔野固或拔曳固。拔野古部初屬西突厥，後降唐，但屢次叛唐，五代時後唐的李氏傳說亦源自於拔野古部。
一些学者认为广泛流传于亚欧大陆的巴岳特部与其有关。《蒙古秘史》中记载巴牙兀惕部先祖马阿里黑·伯牙兀歹（Mahalik bayagudai，可能来自突厥）归顺成吉思汗十世祖朵奔篾儿干，成为迭列斤蒙古一支。还有学者认为巴尔虎蒙古族为其后裔。
欧洲突厥民族的拔牙氏可能与蒙古西征有关。

## 延伸阅读
[在维基数据编辑]
 《欽定古今圖書集成·明倫彙編·氏族典·拔也姓部》，出自陈梦雷《古今圖書集成》